# Gotan Project

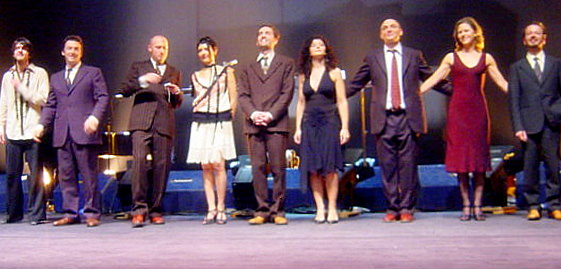
Gotan Project

Gotan Project är en tangoorkester från Paris som var en av föregångarna inom elektrotango. Gotan är en omkastning av stavelserna i ordet "tango" på det sätt som kännetecknar såväl det parisiska förortsspråket verlan som Buenos Aires-slangen lunfardo.
Gruppen består av Philippe Cohen Solal (Boys from Brazil), Christop H. Müller, och den argentinske gitarristen Eduardo Makaroff.
Gotan Projects låtar har fått framgång inte bara bland tangodansare, utan också som trendig barmusik.

## Diskografi
- 2001: La revancha del tango
- 2004: Inspiración Espiración
- 2006: Lunatico